# Colaptes oceanicus
El pájaro carpintero de las Bermudas (Colaptes oceanicus) es una especie extinta de pájaro carpintero del género Colaptes. Era endémico de las islas Bermudas y solo es conocido de fósiles restos que datan de finales del Pleistoceno y el Holoceno. Un antiguo reporte de viajes del explorador capitán John Smith del siglo XVII puede referirse a esta especie.

## Extinción
Aunque la mayor parte del material data de depósitos del Pleistoceno tardío descubiertos por Storrs L. Olson, David B. Wingate y otros en Cueva del Almirante, la cantera Wilkinson Quarry y en la caverna hundida Walsingham en Hamilton Parish en Bermuda en 1981, se conoce un hueso, un tarsometatarso de un juvenil, que procede de una capa del Holoceno en el Estanque Spittal. Este hecho junto al reporte de John Smith de 1623 ha llevado a la suposición de que la especie puede haber persisitido hasta el inicio de la colonización de Bermuda. John Smith escribió:

No han faltado nunca diferentes tipos de aves en el aire (...) grandes cantidades de pequeños pájaros como gorriones y petirrojos, los cuales han sido últimamente destruidos por los gatos salvajes, pájaros carpinteros, muy numerosos cuervos.